# Athanasios Prōtopsaltīs
Athanasios Prōtopsaltīs (in greco Αθανάσιος "Θανάσης" Πρωτοψάλτης?; Limassol, 12 settembre 1993) è un pallavolista greco, schiacciatore del Panathīnaïkos.

## Carriera

### Club
La carriera di Athanasios Prōtopsaltīs, figlio di due ex pallavolisti, inizia a Cipro, nel settore giovanile dell'Anorthōsīs, club che lo fa esordire con la prima squadra in A' katīgoria nella stagione 2008-09: vi resta legato per tre annate e vince tre scudetti e la Supercoppa cipriota 2009. Nella stagione 2011-12 approda nella Volley League greca col Panathīnaïkos, dove gioca per un biennio, prima di trasferirsi nel campionato 2013-14 al Kīfisia.
Tornato nel campionato 2014-15 al Panathīnaïkos, emigra in Francia per il campionato seguente, difendendo i colori del Narbonne in Ligue A, terminando l'annata con una retrocessione. Nella stagione 2016-17 approda nella 1. Bundesliga tedesca col Friedrichshafen, vincendo tre Coppe di Germania, eletto MVP nell'edizione 2018-19 e tre Supercoppe tedesche, eletto MVP nell'edizione 2017.
Per il campionato 2019-20 si accasa nella Polska Liga Siatkówki, dove difende i colori dello Czarni Radom, mentre nel campionato seguente rientra in patria per vestire la maglia del Foinikas Syro, col quale trionfa in Coppa di Lega, mentre nell'annata 2021-22 veste nuovamente la maglia del Panathīnaïkos, aggiudicandosi lo scudetto e un'altra Coppa di Lega, nella quale viene premiato come miglior giocatore.
Nella stagione 2022-23 torna all'estero, accasandosi questa volta al Maaseik, nella Liga A belga: fa ritorno ai verdi di Atene già nella stagione seguente.

### Nazionale
Nel 2013, dopo aver fatto parte delle selezioni greche giovanili, fa il suo esordio in nazionale maggiore, con la quale conquista la medaglia d'argento alla European League 2014.

## Palmarès

### Club
- Campionato cipriota: 3

2008-09, 2009-10, 2010-11
- Campionato greco: 1

2021-22
- Coppa di Germania: 3

2016-17, 2017-18, 2018-19
- Coppa di Lega: 2

2020-21, 2021-22
- Supercoppa cipriota: 1

2009
- Supercoppa tedesca: 3

2016, 2017, 2018

### Nazionale (competizioni minori)
- European League 2014

### Premi individuali
- 2017 - Supercoppa tedesca: MVP
- 2019 - Coppa di Germania: MVP
- 2022 - Coppa di Lega: MVP